# Folsom Street
Folsom Street es una calle de San Francisco que comienza perpendicular a Alemany Boulevard en el distrito Cima de los Altos de Bernal de San Francisco y termina perpendicular al Embarcadero en la Bahía de San Francisco. En su mitad sur, Folsom Street corre de norte a sur, pero gira al noreste en la Calle 13. Atraviesa los distritos Altos de Bernal, Misión, SoMa, Yerba Buena y South Beach.
Cuando el Stud, junto con Febe's, abrió en Folsom Street en 1966, otros bares y establecimientos de temática leather gay que atendían a esta subcultura siguieron su ejemplo, creando una base para la creciente comunidad leather gay.
Desde 1984, la calle ha sido sede de la Folsom Street Fair, una feria callejera anual de BDSM y subcultura leather que se lleva a cabo en septiembre en la parte correspondiente a South of Market de Folsom Street que, aproximadamente desde 1975 hasta 1984, fue el centro de la comunidad BDSM gay y lésbica de San Francisco.
En 2008 y 2012, Folsom Street Events recibió el premio a la Gran Organización sin Fines de Lucro del Año como parte de los Premios Pantheon of Leather. Sin embargo, en 2012 empató con la Cleveland Leather Awareness Weekend. En 2015 Folsom Street Events nuevamente recibió el premio a la Organización sin Fines de Lucro del Año como parte de los Premios Pantheon of Leather.
El San Francisco South of Market Leather History Alley consta de cuatro obras de arte a lo largo de Ringold Alley en honor a la cultura del cuero; se inauguró en 2017. Una de las obras de arte son huellas de botas de metal a lo largo de la acera que honran a 28 personas (incluido Alan Selby, fundador de la tienda Mr. S Leather y conocido como el «alcalde de Folsom Street») que fueron una parte importante de las comunidades leather de San Francisco.